# جامعة العلوم في ماليزيا
جامعة العلوم في ماليزيا  (بالإنجليزية: University of Science)‏ تقع في كولالمبور عاصمة ماليزيا، فازت لكونها أكثر الجامعات ابتكارا لعام 2018 في ماليزيا والجامعة الوحيدة المتميزة (APEX) والتي تمولها الحكومة في ماليزيا .  
تأسست في 1 يونيو 1969 كهيئة قانونية مع دستورها الخاص، وهي أقدم معهد التعليم العالي في شمال ماليزيا. لها ثلاثة حرم جامعية: حرم جامعي رئيسي في جزيرة بينانغ، وحرم صحي في كيلانتان، وحرم جامعي في نيبونج تيبال. ولدى الجامعة تعاون دولي مع جامعة كي إل إي في الهند والتي تمنح درجة الدكتوراه في الطب. تخطط لفتح حرم جامعي عالمي يقع في مدينة كوالالمبور التعليمية.   مع حوالي 28300 من طلاب الدراسات العليا والجامعية في عام 2009 ،  جامعة العلوم هي واحدة من أكبر الجامعات من حيث التسجيل في ماليزيا. يبلغ عدد المحاضرين حوالي 1,479 ، مما يجعل نسبة الطلاب إلى المحاضرين حوالي 19: 1.

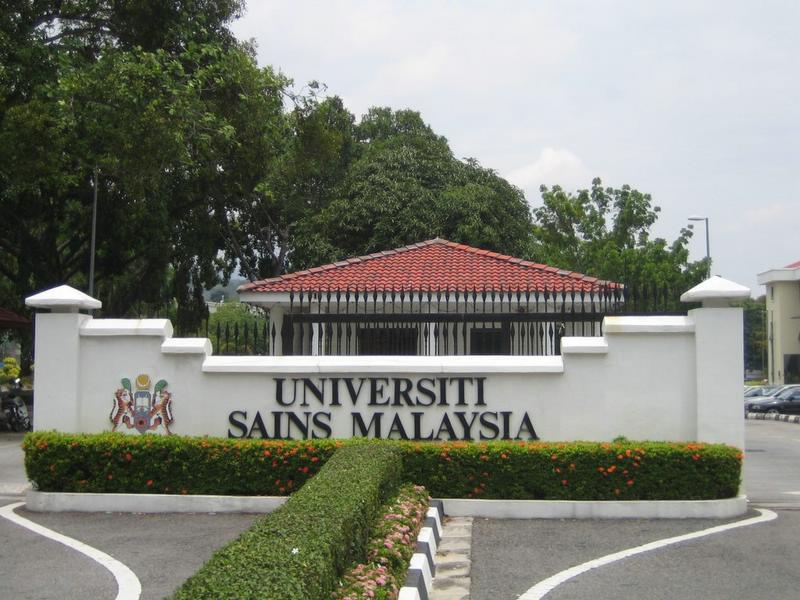
البوابة الرئيسية للحرم الرئيسي

وهي واحدة من الجامعات الحكومية الماليزية التي تستخدم مصطلح المدرسة (في لغة الملايو ؛ Pusat Pengajian ) بدلاً من مصطلح الكلية الذي يستخدم في الجامعات الحكومية الماليزية الأخرى.
تقع جميع كلياتها في الحرم الجامعي الهندسي باستثناء مدرسة الإسكان والبناء والتخطيط (الحرم الجامعي الرئيسي) ومدرسة التكنولوجيا الصناعية (الحرم الجامعي الرئيسي).
- كلية هندسة الطيران
- كلية الهندسة المدنية
- كلية الهندسة الكيميائية
- كلية الهندسة الكهربائية والإلكترونية
- كلية هندسة المواد والموارد المعدنية
- كلية الهندسة الميكانيكية
- مدرسة الإسكان والبناء والتخطيط
- كلية التكنولوجيا الصناعية

## مدارس الفنون الليبرالية
تقع جميعها في الحرم الرئيسي بجزيرة بينانغ.
- كلية الآداب
- مدرسة الاتصالات
- كلية الدراسات التربوية
- كلية العلوم الإنسانية
- كلية العلوم الاجتماعية
- كلية الإدارة
- مدرسة اللغات، ومحو الأمية، والترجمة

## مدارس العلوم
تقع جميعها في الحرم الرئيسي بجزيرة بينانغ.
- كلية العلوم البيولوجية
- كلية العلوم الكيميائية
- كلية العلوم الرياضية
- كلية علوم الحاسوب
- كلية الفيزياء

## مدارس العلوم الصحية
تقع جميعها في الحرم الجامعي الصحي، كيلانتان باستثناء كلية الصيدلة (الموجودة في الحرم الجامعي الرئيسي) والمعهد الطبي المتقدم والأسنان (الموجود في بيرتام خارج جزيرة بينانغ)، والتي يشار إليها أكثر شيوعًا باستخدام اختصارها الملايو IPPT (معهد بيروباتان دان بيرجيان تيرماجو) بيرتام.

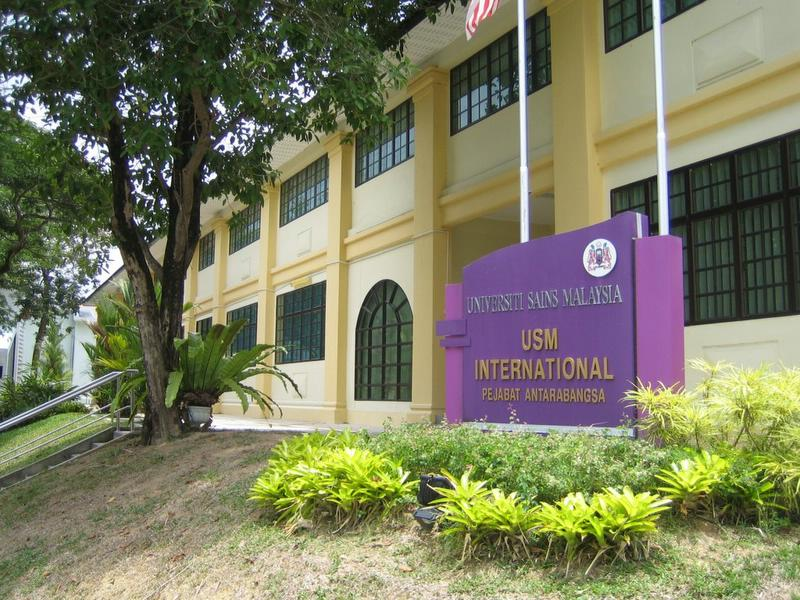
المكتب الدولي للجامعة والمعروف الآن باسم المركز الدولي للتنقل والتعاون

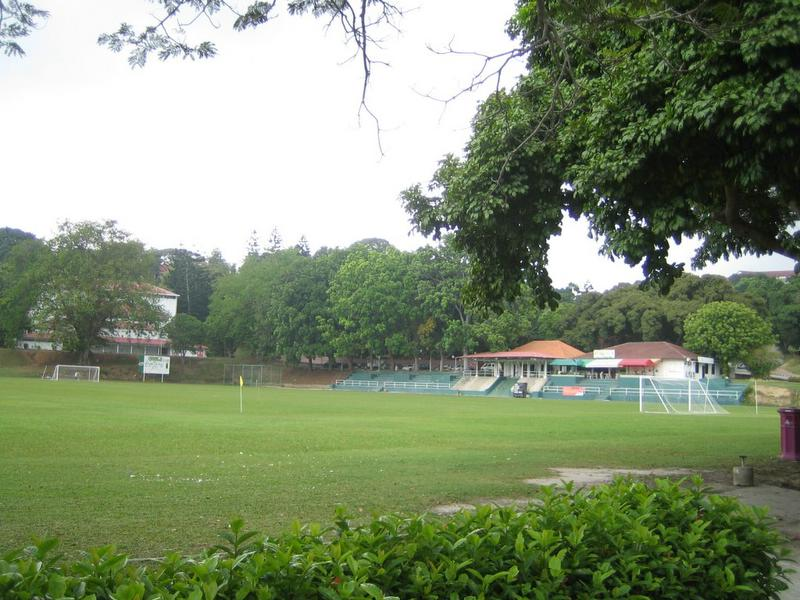
ملعب كرة القدم في الحرم الجامعي الرئيسي USM

- كلية العلوم الطبية
- كلية علوم الأسنان
- كلية العلوم الصحية
- كلية العلوم الصيدلية
- المعهد الطبي المتقدم والأسنان

## التصنيفات
| عام  | موضوع                      | المرتبة |
| ---- | -------------------------- | ------- |
| 2010 | الآداب والعلوم الإنسانية   | 58      |
| 2010 | تقنية الهندسة              | 63      |
| 2010 | العلوم الاجتماعية والإدارة | 37      |
| 2010 | علوم طبيعية                | 39      |
| 2010 | علوم الحياة والطب          | 20      |

### تصنيفات جامعات العالم
| عام  | مرتبة         | اسم التصنيف                      |
| ---- | ------------- | -------------------------------- |
| 2012 | 326           | تصنيفات جامعة كيو إس العالمية    |
| 2013 | 355           | تصنيفات جامعة كيو إس العالمية    |
| 2014 | 401-500       | التصنيف الأكاديمي لجامعات العالم |
| 2015 | 309           | تصنيفات جامعة كيو إس العالمية    |
| 2016 | 289           | تصنيفات جامعة كيو إس العالمية    |
| 2017 | 330           | تصنيفات جامعة كيو إس العالمية    |
| 2018 | 264           | تصنيفات جامعة كيو إس العالمية    |
| 2019 | 207           | تصنيفات جامعة كيو إس العالمية    |
| 2020 | 165           | تصنيفات جامعة كيو إس العالمية    |
| 2021 | 100 (استهداف) | تصنيفات جامعة كيو إس العالمية    |

## الأفلام والتلفزيون
تشمل الأفلام التي تم تصويرها في الحرم الجامعي للجامعة أو بالقرب منها:
- علي ستان (1985)
- سولنيا سيابا (2002)
- فينيرا إرافوجال (2014)
- لعنة النوم (2017)

استخدمت البرامج التلفزيونية حرم الجامعة، بما في ذلك:
- Layang-layang terputus talinya
- SPEKTRA

## مؤسسة شريكة

### أستراليا
- جامعة اديلايد
- جامعة أستراليا الغربية
- جامعة كوينزلاند
- جامعة نيو ساوث ويلز

### هونج كونج
- جامعة هونج كونج

### اليابان
- جامعة هوكايدو
- جامعة كيوشو
- جامعة تسوكوبا
- جامعة دوشيشا
- ريكن

### ماليزيا
- جامعة تونكو عبد الرحمن

### سنغافورة
- جامعة سنغافورة الوطنية
- جامعة نانيانغ التكنولوجية

### تايوان
- جامعة تايوان الوطنية
- الجامعة الوطنية تشياو تونغ

## روابط خارجية
- جامعة سينز ماليزيا
- الحرم الجامعي الهندسي
- الحرم الجامعي الصحي نسخة محفوظة 20 نوفمبر 2004 على موقع واي باك مشين.
- ماي يو إس إم إنفو
- IPv6 مركز التميز (NAv6)